# Chi Chà vá
Chi Chà vá hay Chi Doọc là tên gọi trong tiếng Việt để chỉ các loài trong chi Pygathrix. Chi này theo CITES Lưu trữ ngày 30 tháng 9 năm 2007 tại Wayback Machine kể từ ngày 10 tháng 7 năm 2006 chỉ chứa ba loài là:
- Chà vá chân nâu hay chà vá chân đỏ: Pygathrix nemaeus
- Chà vá chân đen: Pygathrix nigripes
- Chà vá chân xám: Pygathrix cinerea

Các tên gọi dùng chung cho ba loài này là voọc vá, voọc chà vá, voọc linh, khỉ chú lính (cách gọi của người Tày), dộc (cách gọi của người Mường), elơva (cách gọi của người Ê Đê).
Các loài khỉ trong phân họ Colobinae này có bề ngoài khá sặc sỡ. Chà vá chân nâu có hai chân với màu nâu đỏ sáng đặc trưng (từ đầu gối tới mắt cá chân) cùng các vệt đỏ quanh mắt. Ngược lại, chà vá chân xám trông ít sức sống hơn, với các chân có màu xám lốm đốm và mặt màu vàng da cam. Cả hai đều có thân màu xám lốm đốm, lông trên tay và bàn chân màu đen và má màu trắng, mặc dù các lông trên má của chà vá chân nâu dài hơn của chà vá chân xám. Chà vá chân đen có màu lông trên toàn bộ chân màu đen. Hai chân và đuôi dài cho phép chúng trở thành những động vật rất nhanh nhẹn trên các cành và ngọn cây, là nơi sinh sống của chúng.
Mặc dù chúng còn được gọi là "voọc chà vá", nhưng trên thực tế chúng có quan hệ họ hàng gần gũi với các loài khỉ mũi dài và voọc mũi hếch, hơn là với các loài voọc thực sự. 

## Lưu ý
Các loài chà vá trước đây được coi là các phân loài của Pygathrix nemaeus (chà vá/doọc chân đỏ) bao gồm:
- Pygathrix nemaeus cinerea: chà vá chân xám
- Pygathrix nemaeus nemaeus: chà vá chân đỏ (hay chân nâu)
- Pygathrix nemaeus nigripes: chà vá chân đen

Tuy nhiên từ ngày 10 tháng 7 năm 2006 theo CITES Lưu trữ ngày 30 tháng 9 năm 2007 tại Wayback Machine (phần họ Cercopithecidae trang 13) thì cả ba phân loài này đã được tách ra và được coi là 3 loài độc lập.
Chi Pygathrix trước đây còn chứa cả: 
- Pygathrix avunculus nay là Rhinopithecus avunculus: voọc mũi hếch hay voọc mũi hếch Bắc Bộ.
- Pygathrix bieti nay là Rhinopithecus bieti: voọc mũi hếch đen
- Pygathrix brelichi nay là Rhinopithecus brelichi: voọc mũi hếch xám
- Pygathrix roxellana nay là Rhinopithecus roxellana: voọc mũi hếch vàng, có thể chia làm 3 phân loài.

## Hình ảnh

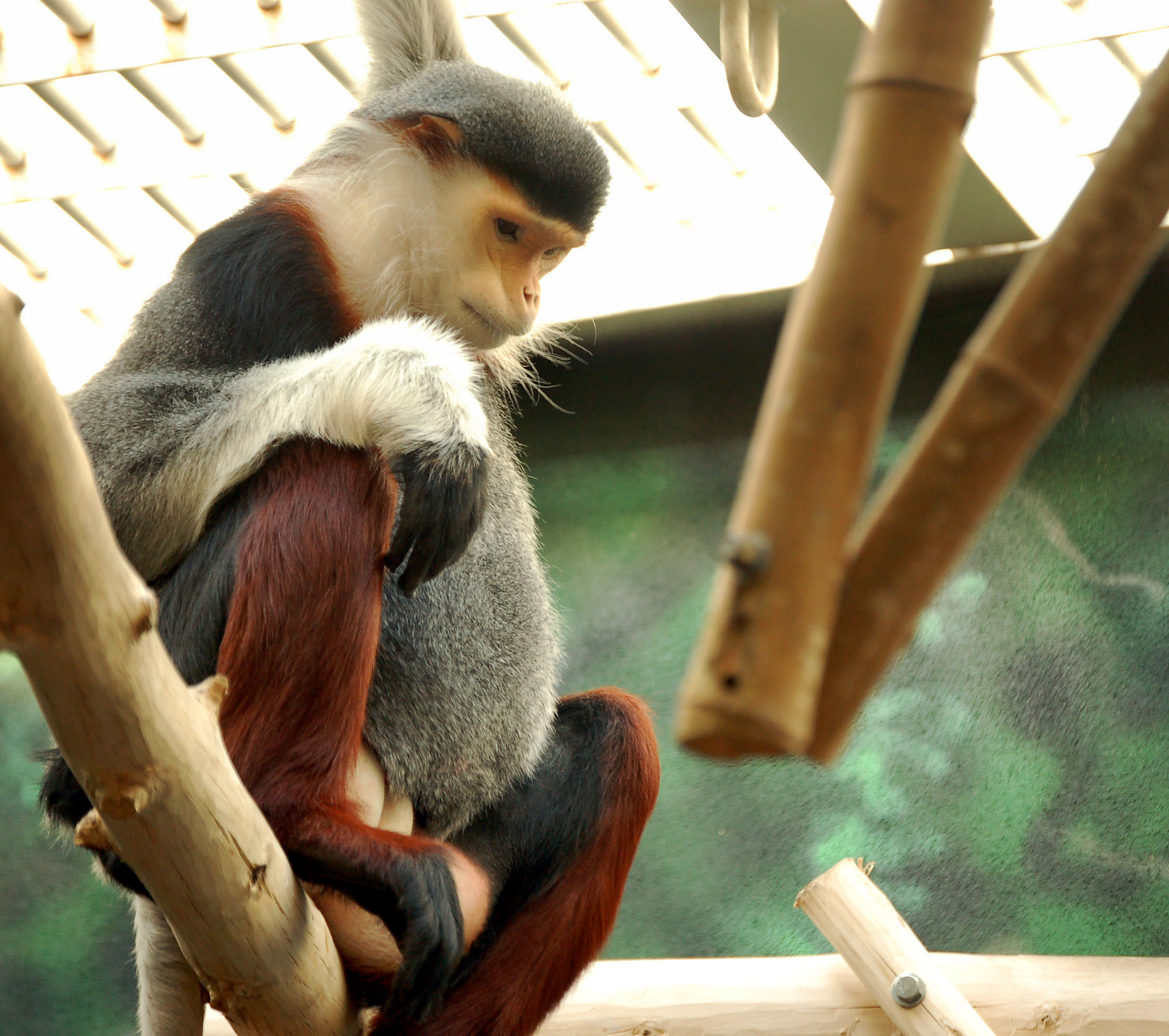
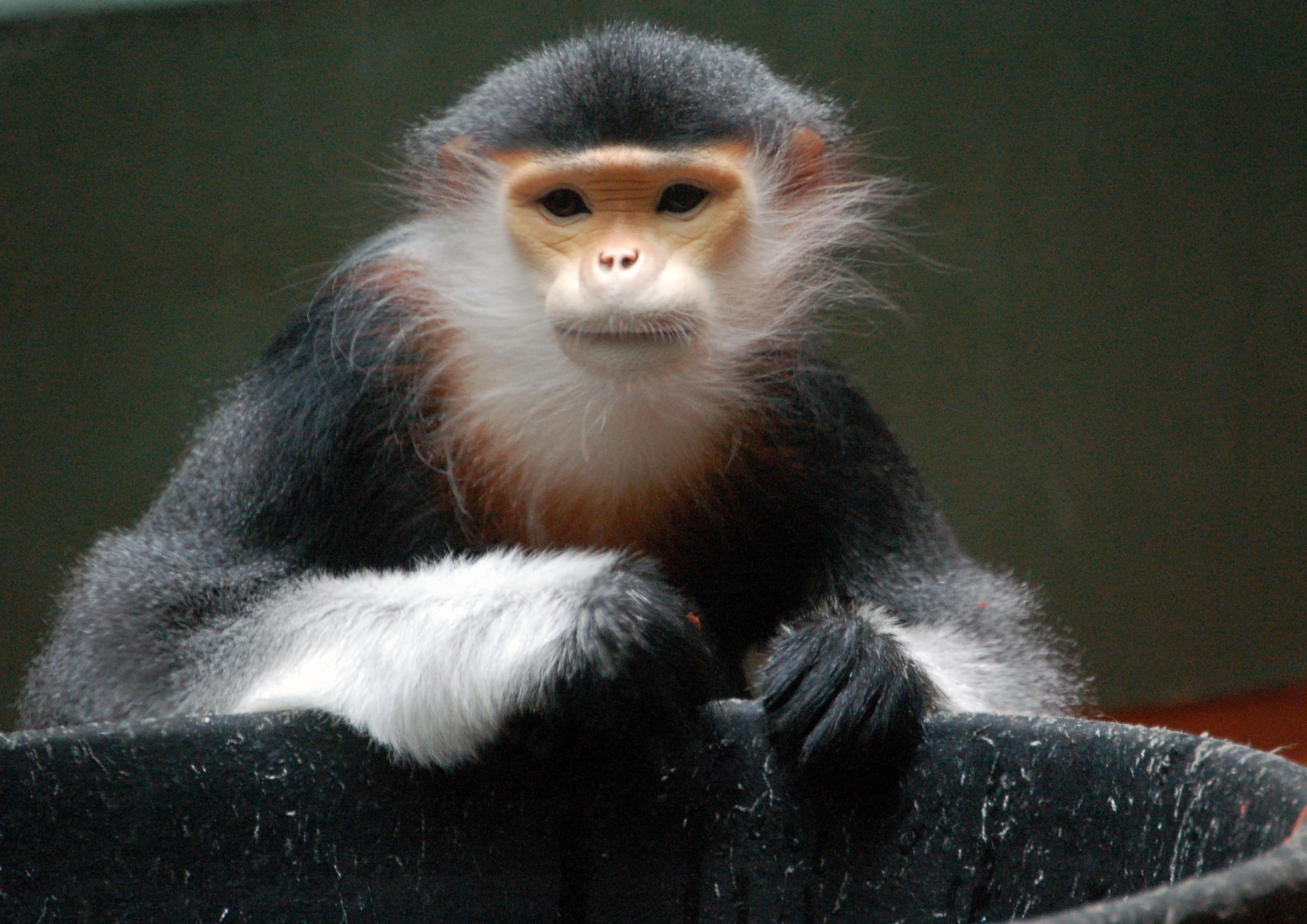